# Erna Bogen-Bogáti
Erna Bogen-Bogáti (Jarosław, 31 dicembre 1906 – Budapest, 23 novembre 2002) è stata una schermitrice ungherese, vincitrice di una medaglia di bronzo nella scherma ai giochi olimpici.
È la figlia di Albert Bogen, la moglie di Aladár Gerevich, la madre di Pál Gerevich e la suocera di Gyöngyi Bardi-Gerevich.